# Kassins Frühe Herzkirsche
Kassins Frühe Herzkirsche ist eine zu den Herzkirschen gehörende dunkelrote Sorte der Süßkirschen. Sie ist eine der frühesten Kirschen in Deutschland.

## Herkunft
Die Sorte wurde 1868 in Werder vom Obstzüchter Wilhelm Ludwig Kassin als Zufallssämling aufgefunden. Aufgrund ihrer sehr frühen Reife bei gleichzeitig hohen Erträgen war sie lange eine der wichtigsten Sorten im Erwerbsanbau, wurde dann aber von der großfrüchtigeren Burlat verdrängt. In den Streuobstwiesen ist sie immer noch sehr stark vertreten.

## Frucht
Die Frucht ist mittelgroß, breit herzförmig. Die weiche Haut ist in der Vollreife schwarzrot, bei Halbreife mittelrot. Das Fruchtfleisch ist vollreif dunkelrot, für eine Herzkirsche recht fest und in der Vollreife sehr aromatisch. Sie hat hohe Platzfestigkeit. Der Stein ist mittelgroß, rundlich-oval, leicht asymmetrisch. Der Stiel ist lang, etwa 4,5 cm, grün, an der Sonnenseite leicht rötlich mit mittelgroßem Stielansatz. Sie reift in der 1. bis 2. Kirschwoche, zu einer Zeit, in der meist noch keine Probleme mit der Kirschfruchtfliege auftreten.

## Baum
Der Baum ist sehr gesund und robust, wächst stark mit steilen bis schrägen Leitästen. Die Krone ist groß und kugelig bis breitkugelig mit auffallend länglichen Blättern. Er ist selbststeril und braucht einen Befruchtungspartner. Geeignet sind Große Schwarze Knorpelkirsche, Büttners Rote Knorpelkirsche, Große Prinzessin, Dönissens gelbe Knorpelkirsche, Schneiders späte Knorpelkirsche, oder Hedelfinger. Er blüht mittelfrüh, zu Blühbeginn gemeinsam mit etwas (leicht rötlichem) Blattaustrieb. Der Ertrag ist hoch und regelmäßig.